# あけぼの (列車)

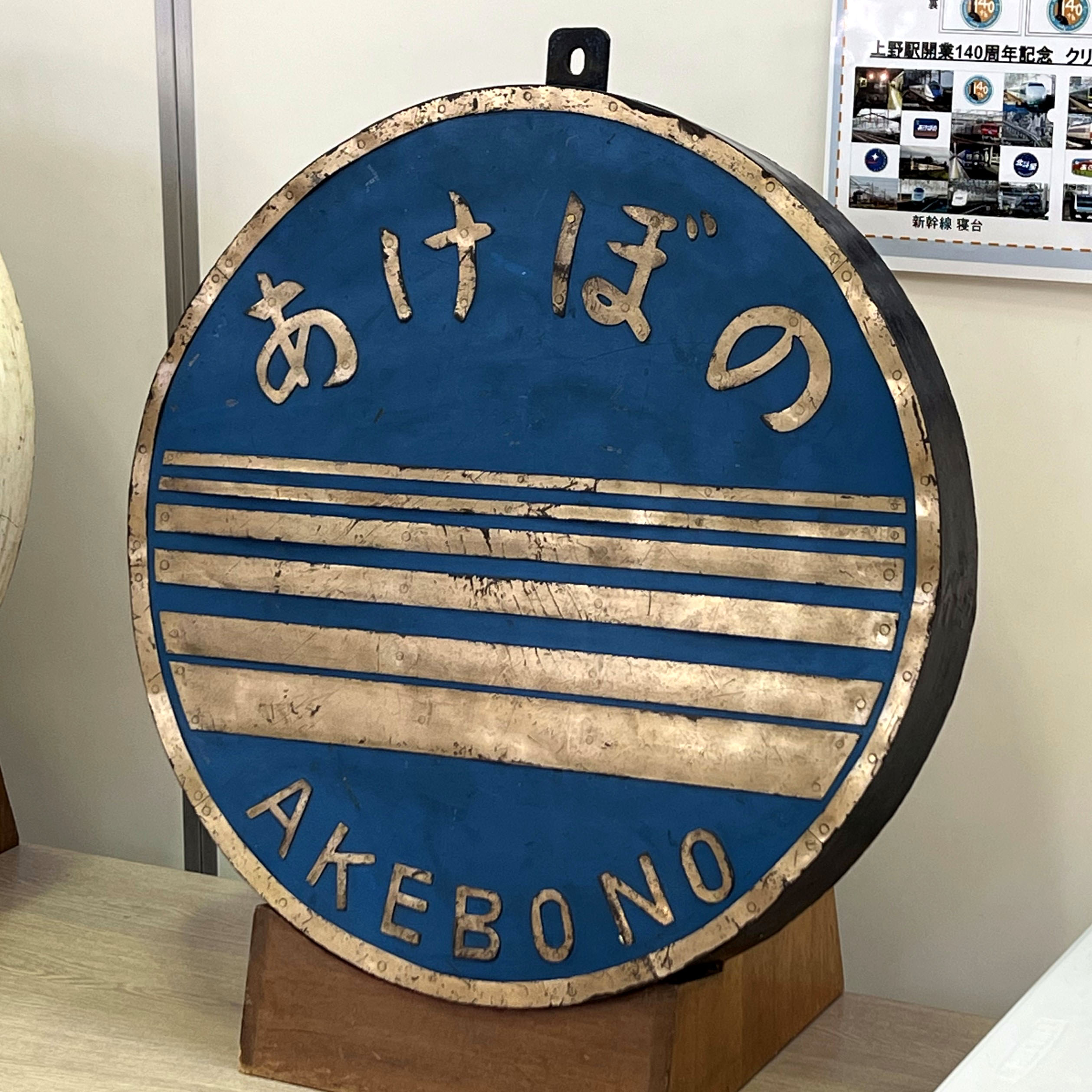
ヘッドマーク

あけぼのは、かつて東日本旅客鉄道（JR東日本）が上野駅 - 青森駅間を東北本線・高崎線・上越線・信越本線・羽越本線・奥羽本線を経由して運行していた寝台特急である。
本稿では、かつて「あけぼの」とほぼ同じ線路を走行した「津軽」、および奥羽本線・羽越本線の夜行列車の沿革についても記述する。

## 概要
「あけぼの」は、1970年10月1日に上野 - 青森間を東北本線・奥羽本線経由で運行開始した定期寝台特急列車。これに先駆け、同年7月からは臨時寝台特急として上野 - 秋田間で毎日1往復の運行が開始され、定期化される前日まで運行された。その後1973年10月1日のダイヤ改正で上野 - 秋田間に1往復、1982年11月15日の東北・上越新幹線開業によるダイヤ改正で上野 - 青森間に1往復、それぞれ増便され最盛期には毎日3往復（上野 - 青森間2往復、上野 - 秋田間1往復）が運行されていた。しかし1988年3月13日の青函トンネル開業ダイヤ改正時に1往復減便され、さらに1990年9月1日の山形新幹線着工により1往復が列車名を「鳥海」に変更のうえ高崎線・上越線・信越本線・羽越本線経由とされ、残る1往復も経路を東北本線、陸羽東線および奥羽本線経由とされた。さらに1997年3月22日の秋田新幹線開業に伴って東北本線、陸羽東線および奥羽本線経由の「あけぼの」は廃止となり、高崎線、上越線、羽越本線および奥羽本線経由の「鳥海」が「あけぼの」に改称されて運行終了時まで至った。
運行本数は毎日1往復。乗車率はJR東日本秋田支社によると2009年度は60%、2010年4月以降も上向き傾向となっており、根強い人気が存在した。
2010年12月の東北新幹線八戸 - 新青森間開業時に「あけぼの」の存廃問題が取り沙汰されたが、同年7月7日付の東奥日報の報道においてJR東日本秋田支社は当面存続させる方針を明らかにしていた。しかし、2013年11月2日、乗客の減少や車両の老朽化を理由に2014年3月15日のダイヤ改正で廃止される予定であることが河北新報で報道された。JR東日本が12月20日、2014年3月15日のダイヤ改正で、「あけぼの」の定期運行終了（臨時列車化）を公式発表した。なお、臨時運用としても2015年（平成27年）1月4日以降は設定されなくなり、事実上廃止となった。
ちなみにその後、定期運行最終日に使用された青森車両センター（現在：盛岡車両センター青森派出所）の24系客車は2015年11月までに全廃されたうえ、さらに、秋田車両センター（現在：秋田総合車両センター南秋田センター）の583系電車についても2017年4月8日をもって運行終了となった。

## 運行概況
上野 - 青森間を1日1往復、2014年3月までの定期運行時は約12時間30分をかけて運行していた が、臨時列車化後は、上り列車の所要時間が13時間9分、下り列車の所要時間が14時間46分 と定期列車時代より延びた。
なお、東北新幹線が八戸駅まで延伸となった2002年12月1日以降は、首都圏と東北地方を結ぶ唯一の定期夜行列車となった。本列車の定期運行終了により、青森駅を発着する「定期寝台特急列車」が消滅した。

### 停車駅
上野駅 - 大宮駅 - 高崎駅 - （新津駅） - （新発田駅） - 村上駅 - あつみ温泉駅 - 鶴岡駅 - 余目駅 - 酒田駅 - 遊佐駅 - 象潟駅 - 仁賀保駅 - 羽後本荘駅 - 秋田駅 - 八郎潟駅 - 森岳駅 - 東能代駅 - 二ツ井駅 - 鷹ノ巣駅 - 大館駅 - 碇ケ関駅 - 大鰐温泉駅 - 弘前駅 - 新青森駅 - 青森駅
- （ ）は上り列車のみ客扱いの停車をする。
- このほか、上下列車とも水上駅・長岡駅[注 1]に、下り列車のみ新津駅・鯉川駅・北金岡駅、上り列車のみ新前橋駅に運転停車する。
- 災害などで上越線が不通になった場合、上野 - 秋田間を東北本線・北上線・奥羽本線経由で運行されることがあった。

### 使用車両・編成
- 最後尾（2014年1月3日）

#### 客車
2010年代における定期列車末期および臨時列車化後における使用車両
- 24系客車

青森車両センター（現在：盛岡車両センター青森派出所）所属車が使用されていた。
- 1980年に20系客車を置き換えた際に「あけぼの」に投入された車両は24系24形（置き換えに際して青森運転所から秋田運転区に転属）であったが、1982年の「ゆうづる」削減に伴う「あけぼの」増便（2往復から3往復に増便）により「あけぼの」3号・4号（上野 - 青森間）に「ゆうづる」1往復と共通運用の形で青森運転所の24系25形編成が投入された。しかし国鉄分割民営化直前の1987年3月になって24系25形の北海道乗り入れ改造を行う都合からも「ゆうづる」運用に24系25形を集中することになって「あけぼの」と「ゆうづる」の運用を分離、「あけぼの」は定期運行の全列車が秋田運転区所属の24系24形運用となった。
- 1988年の「北斗星」運行開始に伴い南秋田運転所（秋田運転区から改称）所属の24系24形は全車青森運転所に転属し、「あけぼの」運用も同所へ移管、以後は24系24形を主体とし一部のB寝台車に銀帯のオハネフ25形・オハネ25形を組み込む編成で運転されていた。2002年の「はくつる」廃止と2012年の「日本海」定期運行終了以降は、同列車に使用されていた3本金帯を巻いたオハネフ25形・オハネ25形が編成に組み込まれることが多くなり、白帯の24系24形、金帯の24系24形および25形の混成編成で運行されていた。

過去の使用車両
- 20系客車（1970年 - 1980年）
- 14系客車（臨時）

1987年まで多客期に運行された全車座席車の臨時特急「あけぼの」51号・52号（1987年は「あけぼの」81号・82号として運転）で使用された。また、1989年には多客期の増結車として「あけぼの」3号・2号（上野 - 青森間）に1両連結されたこともあった。
- 583系電車（臨時）

1988年以降は多客期の臨時寝台特急「あけぼの」81号・82号で使用された。車両運用の都合により、1988年のダイヤ改正直前には定期「あけぼの」の一部列車を583系で代走 した。
2012年から2013年にかけての年末年始に再び臨時列車として使用された。
- 485系電車（臨時）

1983年夏の「あけぼの」51号に使用された。

#### 客室
ソロ
B寝台個室「ソロ」は2014年3月15日までは全編成中、5号車・6号車が連結されていた。2段構造で、全28部屋。寝台定員は1名。補助ベッドはない。個室番号は、1階が1番・3番・5番 - 25番・27番（奇数番）、2階が2番・4番・6番 - 26番・28番（偶数番）となる。個室の扉には、利用する旅客が任意の暗証番号を設定して使用するテンキー式の錠が設置されており、カードキーを不要とした。
「北斗星」「北陸」などと異なり、通路が車両中央にあるタイプ。上段の個室へ登る階段は個室の外にあるため、下段の個室内への張り出しはほとんどないが、上段・下段とも個室内で着替えなどのために直立することができる場所はない。また、上段・下段とも寝台使用中は床が露出せず（折りたたみ式の座面を展開するとその下に隠れる）、特に寝台使用中は寝台以外の空間がないなど、「北斗星」のソロと比較して居住性は低い。しかし、開放式B寝台と同額で個室を利用できるので、非常に高い人気を維持していた。なお、上段窓の日よけは曲面のスライド式カーテンとなっており、晴れている日であれば寝台使用中に満天の星を満喫できるが、座席として使用する際の足を置くスペースが極めて狭いという難点があった。対して下段は床スペースが上段よりも比較的広く、座席使用時も落ち着ける空間となっていた。また、下段の個室は乗車時すでに寝台が展開された状態になっておりシーツも敷いてあるが、上段の個室は旅客自身で座面を展開して寝台を構成しシーツを敷く必要がある。これは上段の個室で寝台を構成すると、個室への出入りが非常に困難になる（座面を展開すると入口のおよそ半分を支障する）という構造上の問題でもあった。
2014年の臨時列車化に際して、1両・5号車に連結されていた が、2014年末から2015年初に運転された際には連結を取りやめた。
- 下段（1階）ソロ
- 上段（2階）ソロ

開放式B寝台
開放式B寝台は、2014年3月15日までは、2号車 - 4号車と9号車・10号車に連結されていた。下り羽後本荘→青森間は立席特急券で、上り青森→羽後本荘間は指定席特急券で座席として利用できた。ただし、上り列車では利用できる車両は4号車のみである。このため4号車の夜行区間の寝台券は羽後本荘以南の区間のみの利用に限って販売されていた。下りでは、羽後本荘 - 大館間は4号車のみ、大館 - 青森間は3号車・4号車が利用できた。
2014年の臨時列車化に際して、当初は7両編成中5号車を除く5両が連結されていたが、2014年末から2015年初に運転された際には全車両がこの寝台車となった。また、臨時列車では上述の立席特急券、指定席特急券による乗車扱いは行わなかった。

#### 定期列車時代に存在した客室
シングルデラックス
A寝台「シングルデラックス」（7号車）は、全11室の1人用個室であった。室内にはビデオモニターや、BGM装置が設置されている。ビデオモニターではビデオが放映されているが、機器の老朽化に伴い2011年9月30日出発の列車をもってサービスを終了した。基本的には映画が放映されており、2つのチャンネルから選べるようになっていた。
また補助ベッドが設けられ2名で使用することが可能であった。2名で使用する場合、1人当たりの寝台料金はB寝台個室の「シングルツイン」と同額となった。また、トイレ側1室を除いてベッドと反対側の壁の仕切（コネクトドア）が開閉できるようになっており、1番個室以外は最大4名で利用することができる（2番・3番、4番・5番、6番・7番、8番・9番、10番・11番）。
かつては磁気式カードキーが備えられていたが、その後改造し「ソロ」同様テンキー式の錠に変わっている。
定期列車の運行終了により、臨時列車運行からも外されている。
ゴロンとシート
「ゴロンとシート」（8号車・禁煙席）・「レディースゴロンとシート」（1号車・女性専用席・禁煙）は簡易寝台。浴衣、枕、掛け布団、シーツは一切ないものの、設備そのものは通常の2段式（開放式）B寝台をそのまま使用。指定した一人用の寝台を一人で使用できた点は、従来の寝台と変わらなかった。なお、指定券の券面の列車名は、ゴロンとシートが「あけぼの（ゴロンと）」、レディースゴロンとシートが「あけぼの（レディゴロ）」と表記される。
寝台特急「サンライズ瀬戸・出雲」の「ノビノビ座席」や急行「はまなす」の「カーペットカー」同様、寝台料金不要で横になって眠ることが出来るため、繁忙期は発売開始と同時に満席になることも多かった。
なお「ゴロンとシート」を利用して青森駅から東京都区内へ往復できる特別企画乗車券「ゴロンとシート東京往復きっぷ」が通年設定されていた。
また、「ゴロンとシート」によって編成された臨時列車「特急583系ゴロンと号」「ふるさとゴロンと号」が年末年始・お盆の多客期に運転されたこともあった（後述）。
- シングルデラックス用の磁気カードキー
- 定期列車時代に連結されていたレディースゴロンとシート
- 定期列車時代に連結されていたゴロンとシート

#### 機関車

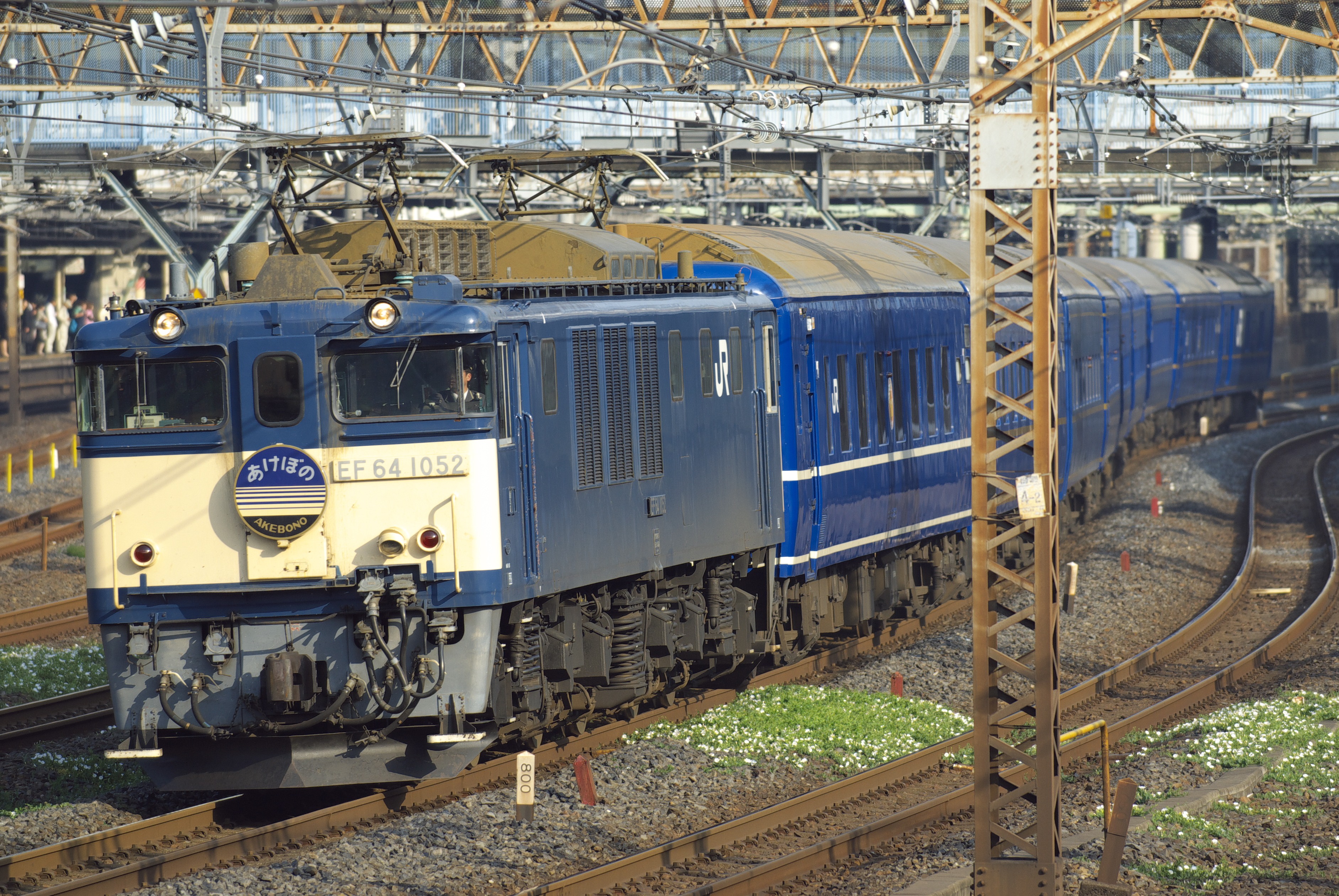
EF64（1000番台）牽引の「あけぼの」（2009年5月 鶯谷 - 日暮里間）

（）内は所属区所で、両者とも所属は当時。

##### 運行終了時の牽引機関車
- EF64 1000（長岡車両センター所属）

上野 - 長岡間を担当。上越線での走行のために設計されたともいえ、「北陸」が廃止された2010年3月13日のダイヤ改正より牽引を受け持つこととなった。（2009年改正から2010年改正まではEF64 0が担当）
- EF81（青森車両センター所属）

長岡 - 青森間を担当。かつては全区間を担当していたが、上越線での空転が多い上に高崎線・上越線の乗務運転士が運転しにくいという問題があった。このため2009年3月14日のダイヤ改正により、担当区間が長岡 - 青森間に短縮された。

##### 過去の牽引機関車
- EF64 0

2009年3月14日のダイヤ改正時に、長岡車両センターのEF64 1000の不足が懸念されたため、高崎車両センター高崎支所（現在：ぐんま車両センター）から転入し運用に加わったが、翌年「北陸」の廃止によって運用に余裕が出たため、寝台特急運用から外れ、再び同支所に転出した。
- EF65 1000（宇都宮運転所所属、その後田端機関区所属）

上野 - 黒磯間を牽引。
登場当初から1993年12月まで、東北本線上野 - 黒磯間の牽引として従事した。
PFのブルートレイン牽引は「あけぼの」が最初である。なお、1971年の一時期に東京機関区所属の500番台が使用されたこともあった。またレインボー専用色のEF65も牽引したこともある。
- EF81

田端運転所所属
1993年12月から1997年3月まで上野 - 小牛田間で運用された。また、2006年には、E531系増備車甲種輸送・試運転に青森車両センターの双頭連結器装備車（136・139）が必要なことから、甲種輸送日実施前後を中心に「あけぼの」運用に充当された。その後も、青森車両センター所属のEF81の点検や配給列車への充当などにより、上野 - 長岡間で代走を務めることがある。また、「北斗星」色や、「カシオペア」色、レインボー色のEF81が充当されることがあった。
酒田機関区所属
1980年5月に泉田駅で発生した貨物列車脱線事故による陸羽西線・羽越本線迂回時に使用。
長岡車両センター所属
2010年1月に長岡 - 上野間、2010年9月、2011年2月、2012年10月と2013年2月から3月まで、長岡 - 青森間で代走を務めた。
- ED75（秋田機関区、青森機関区所属）

黒磯 - 福島間、陸羽東線経由に変更後は黒磯 - 小牛田間を牽引。
東北本線内では運転当初から1990年まで黒磯 - 福島間、1990年から1993年までは黒磯 - 小牛田間で運用。1970年の運転開始から1982年までは青森機関区（のちの青森東運転区）所属の1000番台、1982年に福島運転所へ運用を移管し1993年までは700番台が主に運用されたが、予備的な形で0番台も投入された。
奥羽本線内は山形 - 秋田間（1975年の羽前千歳 - 秋田間電化後、1990年以降は新庄 - 青森間）と秋田 - 青森間（1971年の秋田 - 青森間電化後）を秋田運転区所属の700番台、羽越本線経由への変更直前までは冬期の勾配区間空転対策として青森東運転区と秋田運転区の2両で、それ以外は青森東運転区所属機の単機運転で牽引した。
- ED78・EF71（福島機関区所属）

福島 - 山形間。当初はEF71が牽引したが、20系の防火・汚物処理対応改造による重量増加により板谷峠での空転が頻発したため、補機の連結が常態化し、昭和55年10月改正からの一時期は粘着係数に勝るED78の2両が限定運用された。また、運用末期の1990年7月には山形新幹線工事に伴う福島駅構内工事の関係で上り列車を郡山駅まで直通牽引し、1991年2月には陸羽東線内での工事により奥羽本線経由で運転された下り列車の福島 - 新庄間をEF71の2両で牽引した。
- EF510 500

2011年夏季に平成23年7月新潟・福島豪雨による上越線不通時に、8月10日 - 8月12日発で行われた上野 - 北上間を牽引していた。「北斗星」色と「カシオペア」色が充当されていた。
- DD51（秋田機関区所属）

電化前の山形 - 青森間、秋田 - 青森間電化後の1971年10月1日以降は1975年11月25日の羽前千歳 - 秋田間電化まで山形 - 秋田間を牽引。
また、国鉄時代における奥羽本線内の工事時と、1973年4月に芦沢 - 舟形間で土砂崩壊による東北本線・北上線経由での迂回運転時には北上 - 横手間を牽引した。
新庄 - 秋田間（1974年院内峠で発生した土砂崩壊および1980年泉田駅での貨物列車脱線事故による陸羽西線・羽越本線への迂回運転時に牽引）
- DE10

陸羽東線経由に変更後の小牛田 - 新庄間を新庄運転区所属機が2両で牽引。
2011年夏季の平成23年7月新潟・福島豪雨による上越線不通時に、8月10日 - 8月12日発で行われた大宮 - 秋田間迂回運転（東北本線、北上線経由）において、北上 - 秋田間を牽引。
- EF58

1970年 - 1980年代、上野 - 黒磯間において、EF65の代走および臨時列車で使用された。
- C58

ともに小牛田 - 新庄間。C58は1973年4月12日のみ、陸羽東線への迂回運転時に使用された。
- 2009年3月改正から1年間投入されたEF64 0
（2009年7月）
- 寝台特急「あけぼの」の牽引するEF65 1018（川口駅、1991年8月）
- 田端運転所所属のEF81
（画像は「カシオペア」）
- 長岡車両センター所属のEF81
（画像は「北陸」）
- 同型のEF510
（画像は「カシオペア」）
- ED75 711牽引「あけぼの」（青森駅）
- EF71 6+ED78牽引「あけぼの」（1987年ごろ）
- 寝台特急「あけぼの」の牽引する
DE10 1649
- 同型のDD51
（画像は「サロンカーなにわ」）
- 同型のEF58
- 同型のC58

### 担当車掌の所属
2009年6月 - 2014年1月時点での定期運行終了した直前の編成運行では、原則として上下とも秋田運輸区（JR東日本）が2人で担当し、秋田駅で交代した。

### 車内販売
2009年3月時点で、秋田 - 青森間における車内販売は取りやめとなっていた。それが故に下り青森行きの乗車においては、朝の秋田駅で食料調達目的で駅弁販売や飲み物の買い込みに必死になっていたと言う。なお、2014年3月7日から定期運行が終了した3月15日まで、「花善の鶏めし」が車内販売で販売された。詳細は花善#鶏めしを参照。

## 急行「津軽」
急行「津軽」は、1922年（大正11年）3月に上野 - 青森間を東北本線・奥羽本線経由で結ぶ夜行急行701列車・702列車が夜行普通703列車・704列車・705列車・706列車とともに新設されたのが起源である。
その後、列車番号を401列車・402列車にあらため二等寝台車（現在のB寝台車に相当）の連結を開始、太平洋戦争に伴って運行区間を上野 - 秋田間に短縮し、普通列車へ格下げとなるが、戦後間もなく夜行準急405列車・406列車として優等列車に復帰し、1947年（昭和22年）6月には急行列車に格上げとなった。列車番号も401列車・402列車に変更された後の1950年（昭和25年）12月には急行「鳥海」（ちょうかい）の愛称が付されている。
一方で、上野 - 秋田間を高崎線・上越線・羽越本線経由で結ぶ優等列車は、上越線が開通した1931年（昭和6年）9月より二等寝台列車連結で設定され、寝台夜行急行「天の川」の起源となった。この列車は戦争中に廃止となったが、戦後、1948年（昭和23年）7月のダイヤ改正で、上野 - 新潟間毎日運転の夜行急行701列車・702列車の運行区間を延長する形で不定期急行2701列車・2702列車として運転を再開する。
「津軽」という列車名は、1954年（昭和29年）10月に開設された上野 - 青森間を上越線・羽越本線経由で結ぶ臨時の夜行急行列車にはじめて付されたものだが、2年後の1956年（昭和31年）11月には、東北本線・奥羽本線の定期夜行急行「鳥海」の運行区間を、戦前の運行体系どおりに青森駅まで延長復旧させた401列車・402列車の愛称として命名され、その後4半世紀にわたり東北本線・奥羽本線を経由して上野 - 青森間を結ぶ夜行急行列車として運行されることとなる。
この頃、1950年代から1960年代にかけては、東北地方から東京方面への出稼ぎや集団就職が盛んに行われていた時代であり、これら出稼ぎ者や集団就職者のうち、奥羽本線沿線（山形県・秋田県・青森県西部の地域）の人々にとっては、急行「津軽」は沿線唯一の優等列車であり、集団就職列車や長距離普通列車によって上京した人々にとっては、急行「津軽」の、特に一等寝台車（のちのA寝台車）を使用して帰郷することがいつしか成功の象徴ともなり、急行「津軽」はマスコミなどからは「出世列車」と呼ばれることとなった。
急行「津軽」は1965年（昭和40年）10月に2往復体制となったが、1982年（昭和57年）11月の東北新幹線本格開業に伴い1往復を特急「あけぼの」に格上げされ1往復となり、1993年（平成5年）12月には臨時列車化され1998年（平成10年）1月の年始運転をもって廃止となった。
その後、 2001年（平成13年）12月29日から12月30日（下り）、2002年（平成14年）1月3日から1月4日（上り）にかけて上野 - 青森間を「なつかしの津軽」として東北本線・陸羽東線・奥羽本線経由で14系客車（座席車6両）を使用したリバイバル運行が行われ、2019年（令和元年）7月27日から7月28日には、秋田 - 青森間でED75 700と12系客車6両を使用し急行「津軽」としてリバイバル運行された。詳細は後述の沿革参照。

### 使用車両
- スハ43系客車：運行開始時期不明 - 1982年11月
- 10系客車：1956年11月 - 1982年11月
- 12系客車：1978年10月 - 1982年11月、2019年7月（リバイバル運行）
- 20系客車：1982年11月 - 1983年6月
- 14系客車：1983年7月 - 1990年8月、2001年12月 - 2002年1月（リバイバル運行）
- 583系：1990年9月 - 1992年6月、1993年10月 - 1998年1月
- 485系：1992年7月 - 1993年9月

- ED75 721牽引 14系座席車
急行「津軽」（1987年 青森駅）
- 485系
急行「津軽」（1992年 弘前駅）
- 583系
急行「津軽」（1995年 新庄駅）

## 奥羽本線・羽越本線夜行列車の沿革

### 黎明期から昭和初期
- 1908年（明治41年）5月1日：701列車・702列車が設定され、東北本線・奥羽本線を経由して上野 - 青森間を直通する初の列車となる。同列車は夜行運転となる上野 - 福島間は一部の駅を通過する形で運転したが、昼行運転の福島 - 青森間は各駅停車となり上野 - 青森間では約25時間を要した[40]。
- 1909年（明治42年）8月：豪雨により赤岩駅周辺で土砂崩壊が起こり、701列車・702列車は奥羽本線への直通運転を中止[41]。
- 1911年（明治44年）9月：一部区間が不通になっていた奥羽本線が復旧し、701列車・702列車は上野 - 青森間の全区間で運転再開、同時に奥羽本線内を夜行運転する703列車・704列車（上野 - 青森間）が新設され、各列車には一等寝台車（売店および二等座席と合造）が連結された[42]。
- 1913年（大正2年） 5月：普通701列車・702列車に売店付き三等車を連結、普通703列車・704列車は所要時間短縮のうえ一等寝台車の連結を廃止[43]。
- 1917年（大正6年）6月：普通701列車・702列車（上野 - 青森間、東北本線・奥羽本線経由）は列車番号を705列車・706列車に変更。
- 1919年（大正8年）
  - 8月：普通705列車・706列車（上野 - 青森間、東北本線・奥羽本線経由）に連結の一等寝台車を二等寝台車に変更。
  - 10月：上野 - 青森間に普通701列車・702列車（東北本線・奥羽本線経由、奥羽本線内は夜行）を新設、同時に普通705列車・706列車（上野 - 青森間、東北本線・奥羽本線経由）は売店付き三等車に替わり和食堂車を連結[44]。
- 1922年（大正11年）3月15日：上野 - 青森間普通701列車・702列車（東北本線・奥羽本線経由）は二等寝台車・和食堂車連結の夜行急行701列車・702列車に格上げされ、奥羽本線経由での上野 - 青森間を19時間35分に短縮した。夜行普通703列車・704列車・705列車・706列車とともに新設された。[45][46]。
- 1922年（大正13年）7月：羽越本線の開通により、上野 - 青森間（東北本線・奥羽本線経由）の普通703列車・704列車・705列車・706列車は上野 - 秋田間に運行区間を短縮、秋田駅で羽越本線から青森方面への直通列車に接続することとなった[46]。
- 1926年（大正15年）
  - 8月15日：東北本線・常磐線・奥羽本線・羽越本線でダイヤ改正と大規模な列車番号の整理が行われ、夜行急行701列車・702列車（上野 - 青森間、東北本線・奥羽本線経由）の列車番号は401列車・402列車に変更し上野 - 秋田間に運行区間短縮、東北本線・奥羽本線経由の普通列車は403列車・404列車が上野 - 横手間、405列車・406列車が上野 - 秋田間に設定された。この頃から401列車 - 406列車に二等寝台車が連結される[46]。
  - 12月16日：急行401列車・402列車（上野 - 秋田間、東北本線・奥羽本線経由）は再度青森駅まで運行区間を延ばしたが、秋田以北は普通列車とされた[46]。
- 1931年（昭和6年）9月：上越線が全通し、上越線・羽越本線経由で上野 - 秋田間を結ぶ夜行普通703列車・704列車が二等寝台車連結で新設される[47]。
- 1933年（昭和8年）8月：東北本線・奥羽本線経由の夜行急行401列車・402列車は上野 - 秋田間で三等寝台車を連結[48]。
- 1934年（昭和9年）12月：ダイヤ改正により東北本線・奥羽本線経由の夜行急行401列車・402列車（上野 - 青森間、秋田以北は普通列車）は列車番号を405列車・406列車に変更、上野 - 横手間普通403列車・404列車は廃止、改正前の上野 - 秋田間普通405列車・406列車は上野 - 青森間普通403列車・404列車となった[46]。
- 1939年（昭和14年）4月：東北本線・奥羽本線経由の夜行急行405列車・406列車（上野 - 青森間、秋田以北は普通列車）の運転形態が変更され、秋田以北は単独運転から一部の客車を大阪 - 青森間の普通505列車・506列車と併結して運転する形になる[48]。
- 1940年（昭和15年）
  - 3月：急行405列車・406列車は混雑緩和のため三等寝台車と食堂車の連結を中止、座席車に振り替え[48]。
  - 10月：東北本線・奥羽本線経由の夜行急行405列車・406列車（上野 - 秋田間、一部客車は青森駅まで普通列車として運転）は全編成が上野 - 秋田間の運転に短縮のうえ列車番号が401列車・402列車に変更、東北本線・奥羽本線経由の上野 - 青森間普通列車は403列車・404列車・405列車・406列車の2往復となる[46][48][49]。
- 1943年（昭和18年） 2月：東北本線・奥羽本線経由の夜行急行401列車・402列車（上野 - 秋田間）は普通列車に格下げ、上野 - 青森間普通403列車・404列車は405列車・406列車と統合する形で普通402列車・403列車となり、普通401列車・404列車（東北本線・奥羽本線経由、上野 - 秋田間）には二等寝台車を連結[48]。
- 1944年（昭和19年） 4月：東北本線・奥羽本線経由の普通401列車・404列車に連結されていた二等寝台車を廃止[48]。
- 1945年（昭和20年） 6月：東北本線・奥羽本線経由の直通列車は普通401列車・404列車（上野 - 秋田間）を廃止、普通402列車・403列車（上野 - 青森間）のみとなる[46]。

### 戦後の展開
- 1946年（昭和21年）11月：上野 - 秋田間を東北本線・奥羽本線経由で運行する夜行405列車・406列車が準急列車として運転を再開。ただし、実際は当時の石炭事情の悪化から401列車・404列車の上野 - 山形間、準急405列車・406列車の山形 - 秋田間を運休し、準急405列車 - 401列車・404列車 - 準急406列車として通し運転した。
- 1947年（昭和22年）6月：東北本線・奥羽本線夜行準急405列車・406列車が格上げされ急行列車となる。
- 1948年（昭和23年）7月：ダイヤ改正で東北本線・奥羽本線夜行急行405列車・406列車の列車番号を401列車・402列車に変更[50][51]。同じく夜行普通列車の列車番号を411列車・412列車に変更。また、戦時中に廃止されていた上野 - 秋田間を上越線・羽越本線経由で結ぶ夜行列車（上野 - 新潟間は毎日運転の定期夜行急行701列車・702列車）が不定期ながら急行列車として運転再開（2701列車・2702列車）。
- 1950年（昭和25年）12月：上野 - 秋田間を東北本線・奥羽本線経由で運行する夜行急行401列車・402列車に「鳥海」（ちょうかい）の愛称が付けられる[51][52]。
- 1954年（昭和29年）10月：上野 - 青森間を東北本線・奥羽本線経由で結ぶ夜行普通413列車・414列車が新設される（二・三等車連結）。同じく、同区間を上越線・羽越本線経由で結ぶ不定期の急行列車「津軽」（つがる）が新設される（2801列車・2802列車）[52][53]。
- 1956年（昭和31年）11月：定期夜行（401列車・402列車）急行「鳥海」は運行区間を青森駅まで延長し、「津軽」と改称[51][54]。それまでの「津軽」は「羽黒」（はぐろ）と改められ、上野 - 秋田間の運転となった上で定期列車となる（801列車・802列車）[55]。新しい「津軽」は東京から秋田県・青森県へ向かう唯一の優等列車となったため、帰省者などが多く利用し、いつしか「出世列車」と呼ばれるようになった[56][57][58]。
- 1959年（昭和34年）6月：急行「津軽」の米沢 - 秋田間をC51からDF50牽引に置き換えし無煙化。
- 1960年（昭和35年）6月：上野 - 新庄間を東北本線・奥羽本線経由で結ぶ毎日運転の不定期夜行準急列車「出羽」（でわ）が新設される（1409列車・1410列車）[59]。なお、年末の下り列車は品川 - 横手間に運行区間を延長して運行された[要出典]。
- 1961年（昭和36年）
  - 3月1日：｢羽黒｣に一等寝台を新設[60]。
  - 6月：秋田 - 青森間もDF50に置き換え。
  - 8月10日：上野 - 酒田間に臨時準急「庄内」運転[61]。
  - 10月：サンロクトオのダイヤ改正により、上野 - 青森間を東北本線・奥羽本線経由で結ぶ夜行普通列車の上野 - 秋田間を分離。急行に格上げし、「男鹿」（おが）の愛称が付される。また、上野 - 新庄間の不定期夜行準急「出羽」が急行に格上げされた[62][59]。

- 1963年（昭和38年）

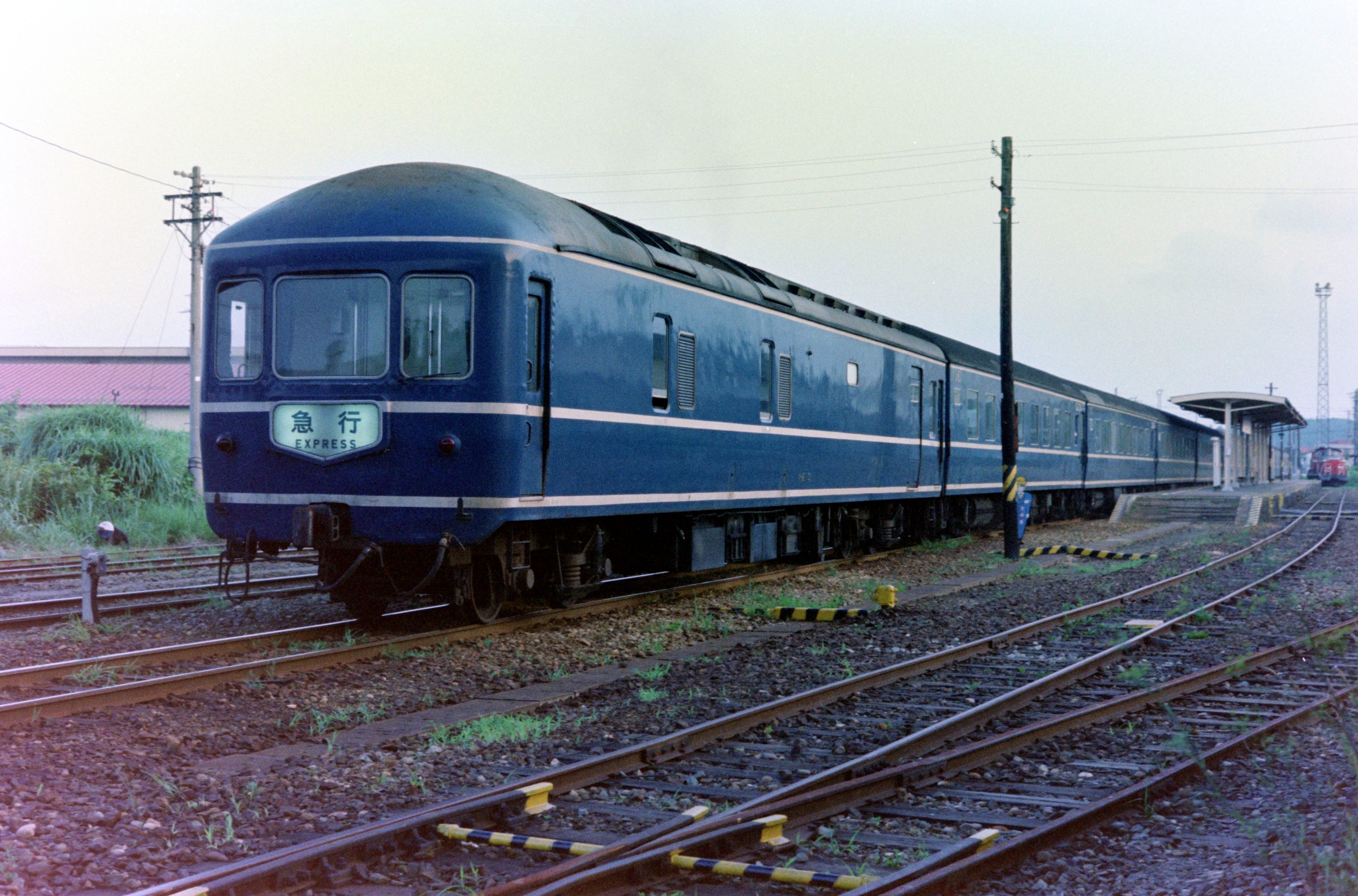
20系客車 夜行急行「おが」(男鹿駅 1984年)

  - 6月：上野 - 新潟間に夜行列車「天の川」（あまのがわ）運行開始[47][53]。
  - 10月：ダイヤ改正により、「男鹿」の名称を平仮名の「おが」に変更。また、東北本線・奥羽本線経由上野 - 青森間の夜行普通列車（411列車・412列車）の上野 - 秋田間が急行に格上げされ、「おが」は計2往復となる。さらに「出羽」を気動車に置き換えの上、運行区間を延長し、陸羽西線経由酒田発着となる[63][52][59]。
- 1965年（昭和40年）10月：東北本線・奥羽本線経由の急行「おが」1往復を青森駅まで延長し「津軽」に名称変更。「津軽」は2往復、「おが」は1往復の運転となる[注 7]

。
- 1967年（昭和42年）10月：上越線・羽越本線経由「羽黒」季節列車1往復を増発[53]。
- 1968年（昭和43年）10月：ヨンサントオのダイヤ改正により、「羽黒」の名称を同じ区間を運行する昼行急行列車の名称であった「鳥海」に統合[52]。旧「羽黒」は（上下列車とも）「鳥海」2号（定期列車）・3号（季節列車）に改称。夜行急行「おが」は上野 - 秋田間（定期列車、403列車・404列車）および上野 - 大館間（6401列車・6402列車）の2往復、昼行のディーゼル急行を合わせると3往復となった[66]。

### 寝台特急「あけぼの」の登場とその後
- 1970年（昭和45年）

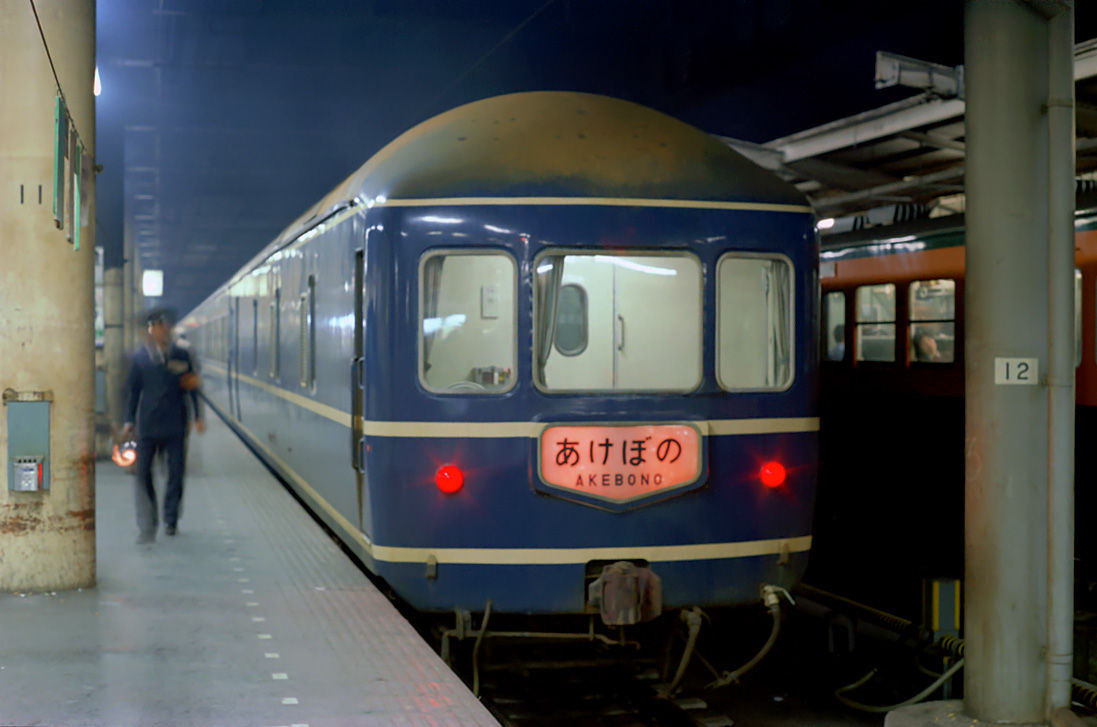
20系「あけぼの」
上野駅 1976年

  - 7月1日：上野 - 秋田間に臨時寝台特急（ブルートレイン）「あけぼの」1往復を新設。9月30日まで毎日運転。この期間は、同じ区間を走る急行「おが」の夜行列車を運休とした。なお、お盆の最混雑期間中の下り列車は品川始発で運転。なお、この臨時運転は、同年10月の運行開始に合わせて落成した「あけぼの」専用の20系客車のお披露目を兼ねたものだった[67]。
  - 9月30日：定期夜行急行「おが」（上野 - 大館間）を特急に格上げして臨時寝台特急「あけぼの」を定期化、運行区間を上野 - 青森間とする[67]。これに伴い急行「おが」は定期昼行1往復（気動車）と季節列車夜行1往復（座席のみの在来形客車、グリーン車連結）となる[59]。
    - 「あけぼの」新設当初は、初めて運転停車（深夜時間帯に停車する駅での客扱いを行わない）措置をとり[注 8]、のちに深夜の長区間通過扱いが当たり前となっていく寝台特急ダイヤ設定のモデルケースとなった。
    - 上野 - 黒磯間ではEF65 1000（PF）が、最初にブルートレイン牽引の定期運用実施[24]。これが、同形式機関車使用の初例となる。なお、同区間では一時期EF58も使用した。
- 1972年（昭和47年）3月15日：このときのダイヤ改正により、急行「天の川」が寝台急行列車となり、運行区間を上野 - 新潟 - 秋田間（上越線・白新線・羽越本線経由）に変更。また夜行「鳥海」の季節列車を廃止。昼行列車も10月1日に廃止され、「鳥海」は1往復のみとなる。他にも、座席車のみの編成だった季節夜行急行「おが」にA寝台とB寝台各1両を連結した[59]。
- 1973年（昭和48年）
  - 10月1日：特急「あけぼの」、秋田発着列車を増発。2往復となる[68]。
  - 12月1日：上野発着の寝台特急は翌年春までに順次食堂車の営業を停止。これは需要が見込めないことと山陽新幹線・博多開業に影響による食堂員不足な事情がある。客車列車では編成から食堂車（ナシ20形）を外す処置が行われ、「あけぼの」も食堂車をB寝台車に置き換えた[注 9][68][69]。
- 1975年（昭和50年）11月25日：奥羽本線の羽前千歳 - 秋田間が交流電化。これにより全線電化が完成により、山形 - 青森間の牽引がDD51からED75 700へと変更する[68]。
- 1976年（昭和51年）9月27日：急行「天の川」が20系客車による運行開始[47]。
- 1978年（昭和53年）10月1日：急行「津軽」の普通座席車を12系客車に置き換え[70][71]。
- 1980年（昭和55年）10月1日：このときのダイヤ改正により、「あけぼの」を20系客車から24系客車に置き換え。これにより20系は定期寝台特急の運用がなくなる。また、「津軽」のグリーン車連結を廃止し[72]、季節夜行急行「おが」の座席車を14系客車に変更した[59][73]。

昭和53年10月改正時の停車駅（列車によって停車駅は異なる）
- ｢あけぼの｣・｢津軽｣・｢おが｣　【】は「津軽」・「おが」停車駅

上野駅 - 赤羽駅 - 大宮駅 - 【小山駅】 - 宇都宮駅 - 【西那須野駅】- 【黒磯駅】 - 【白河駅】 - 【郡山駅】 - 【二本松駅】 - 【福島駅】 - 【米沢駅】 - 【上ノ山駅（現在のかみのやま温泉駅）】 - 山形駅 - 【天童駅】 - 【神町駅】 - 【東根駅】 - 新庄駅 - 【真室川駅】 - 【院内駅】 - 【横堀駅】 - 湯沢駅 - 十文字駅 - 横手駅 - 【飯詰駅】 - 大曲駅 - 秋田駅 - 【大久保駅】 - 八郎潟駅 - 【森岳駅】 - 東能代駅 - 【二ツ井駅】 - 鷹ノ巣駅 - 大館駅 - 【碇ケ関駅】 - 大鰐駅（現在の大鰐温泉駅） - 弘前駅 - 青森駅
- ｢天の川｣・｢鳥海｣（列車によって停車駅は異なる）

上野駅 - 大宮駅 - 熊谷駅 - 高崎駅 - 渋川駅 - 水上駅 - 六日町駅 - 小千谷駅 - 長岡駅 - 見附駅 - 東三条駅 - 加茂駅 - 新津駅 - 新潟駅（天の川号のみ） - 新発田駅 - 中条駅 - 坂町駅 - 村上駅 - 鼠ケ関駅 - あつみ温泉駅 - 鶴岡駅 - 余目駅 - 酒田駅 - 遊佐駅 - 象潟駅 - 仁賀保駅 - 羽後本荘駅 - 秋田駅
- ｢出羽｣

上野駅 - 大宮駅 - 小山駅 - 宇都宮駅 - 西那須野駅 - 黒磯駅 - 郡山駅 - 福島駅 - 米沢駅 - 赤湯駅 - 上ノ山駅 - 山形駅 - 天童駅 - 神町駅 - 東根駅 - 楯岡駅 - 大石田駅 - 新庄駅 - 狩川駅 - 余目駅 - 酒田駅

### 東北・上越新幹線開業以降
- 1982年（昭和57年）
  - 11月15日：東北・上越新幹線開業によるダイヤ改正により、以下のように変更[74]。

  1. 12系客車に従来型客車（A寝台+B寝台）を連結した座席車主体であった夜行急行「津軽」2往復のうち1往復を24系25形使用の寝台特急「あけぼの」に格上げ、残りの1往復は20系客車に置き換え。これにより「あけぼの」は計3往復となるが、24系24形使用の2往復は「ゆうづる」1往復および「出羽」と運用を共通化する都合改正前は編成中に2両連結されていたA寝台が1両のみの連結となる[75]。
  2. この改正では同時に気動車急行「出羽」や季節急行「ざおう」などの奥羽本線の夜行急行も廃止となり、それまで各列車合わせて最低20両はあった自由席が定期列車では「津軽」の3両だけとなった。しかも、「津軽」では定員の少ないナハ21形[76] を自由席として使用していたため[77]、通路・デッキ・洗面所に至るまですし詰め状態となり、繁忙期には満員のため積み残しを出す事態が続いた。急遽、B寝台車2両の寝台をセットせず自由席開放し、季節急行「おが」の運転日を増やすことで対処した。そのため時刻表には「都合により寝台をセットしない日があります」の注意書きがあった。
  3. 東北本線・奥羽本線・陸羽西線経由の夜行気動車急行「出羽」（上野 - 酒田間）と東北本線・高崎線・上越線・信越本線・羽越本線経由の夜行客車急行「鳥海」（上野 - 秋田間）を統合、旧「鳥海」の経路を踏襲し所要時間を短縮した寝台特急「出羽」（上野 - 秋田間、24系客車）を新設する[47]。なお、上り夜行客車急行「鳥海」の最終列車（1982年11月14日秋田発）は車両運用の都合24系客車を一部座席扱いで使用する「鳥海52号」として運転された[78]。
  4. 昼行特急列車「いなほ」の上野発着便の名称を「鳥海」に変更。

  - 12月21日
    - ｢あけぼの｣2往復および「ゆうづる」1往復と「出羽」で運用されている24系24形に対してB寝台車の3段→2段化改造工事による編成変更が始まり[79][80]、1983年（昭和58年）5月までに全車の改造が完了した。
- 1983年7月1日：季節夜行急行「おが」の使用客車（14系：全車座席車）と定期夜行急行「津軽」の使用客車（20系：A寝台・B寝台、普通座席車の3種類を設定）を14系客車に入れ替え。
  - 混雑が続く「津軽」と季節急行「おが」の車両を交換し、ようやく事態は落ち着いたが、「津軽」から寝台車がなくなった。
- 1984年（昭和59年）2月1日：夜行急行「津軽」の座席車の一部をB寝台車に置き換え。
  - 寝台車がなくなったことへの不満や苦情が多いことから、寝台特急「紀伊」廃止で捻出された14系3段寝台車でB寝台の連結を再開した。ただし、時期によって混雑緩和のためB寝台車1両を座席車に変更しただけでなく[81]、旧盆や年末年始の最繁忙期には数日間であるが、臨時特急「あけぼの」51号・52号の14系座席車編成との車両交換を行った[82]。
- 1985年（昭和60年）3月14日：東北・上越新幹線上野駅乗り入れに伴うダイヤ改正により、以下のように変更。
  1. 昼行特急「鳥海」1往復、定期昼行気動車急行「おが」1往復を廃止。
  2. 季節夜行急行「おが」1往復を廃止。ただし、この後も多客期の指定日に、全車客車3段式寝台車の臨時寝台急行（20系）として上野 - 秋田間（同経路）で運行された。
  3. 定期寝台急行「天の川」を廃止。ただし、この後も多客期の指定日に、全車座席車の臨時夜行急行（14系）として上野 - 酒田間（同経路）で運行された。
  4. 寝台急行「天の川」廃止に伴い、寝台特急「出羽」の停車駅に吹浦駅が追加。
  5. 「津軽」を全車座席車に変更。
  6. 「あけぼの」に碇ケ関駅が停車駅に追加。
- 1986年（昭和61年）11月1日：国鉄最後のダイヤ改正で「あけぼの」減車実施。通常期は10両（電源車込み）となった[83]。同改正後も多客期にはB寝台車2両を増結した12両編成で運転されている[8]。
- 1988年（昭和63年）3月13日：青函トンネル開業による一本列島のダイヤ改正により、秋田発着の寝台特急「あけぼの」1往復を廃止。「あけぼの」は2往復に。これは「北斗星」運行開始に伴う車両捻出とされている[84]。
- 1989年（平成元年）5月：｢あけぼの｣2往復は多客期に増結車としてB寝台車2両を連結していたが、最繁忙期の1往復（3号・2号）にはJR東日本秋田支社が座席利用の企画切符を発売した関係上さらに座席車1両（14系座席車）を連結。8月にも同様の措置を実施した[85]。
- 1990年（平成2年）
  - 9月1日：山形新幹線第一期建設工事に伴い、以下のように変更[86]。
    1. ｢あけぼの｣運行経路を変更。
      1. 1往復を東北本線・陸羽東線・奥羽本線経由に変更し、列車名を「あけぼの」とする。
      2. 1往復を高崎線・上越線・信越本線・羽越本線・奥羽本線経由に変更し、列車名を「鳥海」とする。
      3. 臨時寝台特急「あけぼの」81号・82号を東北本線・仙山線・奥羽本線経由に変更。

    2. 上野駅騒音対策のため「あけぼの」「鳥海」「出羽」および共通運用の「日本海3号・2号」の各列車を編成全体の方向転換を実施。[注 10]
    3. ｢津軽｣は定期列車を583系化、山形新幹線改軌工事の開始により、福島 - 山形間は東北本線・仙山線経由に変更。なお、「津軽」の臨時列車と臨時寝台急行「おが」は経路変更の対象とならず翌年まで東北本線・奥羽本線経由で運転された[88]。

  - 12月：新宿 - 秋田間を奥羽本線経由で運行する臨時夜行急行「あきた」を14系客車（座席車および寝台車の混成）で運行開始。
- 1991年（平成3年）10月：山形新幹線第二期建設工事に伴い、以下のように変更。
  1. 臨時寝台急行「おが」を東北本線・北上線・奥羽本線経由に変更。
  2. 臨時急行「あきた」を東北本線・陸羽東線・奥羽本線経由に変更。
- 1992年（平成4年）
  - 7月1日：｢津軽｣を485系に変更[89]。
  - 12月：20系客車の老朽化に伴い、臨時寝台急行「おが」の使用車両を20系客車（全車3段式B寝台車）から14系客車（2段式B寝台車連結）へ変更。また、臨時急行「あきた」は運転を終了。
- 1993年（平成5年）10月1日：夜行急行「津軽」の使用車両を485系電車から583系電車に変更。
- 1993年（平成5年）12月1日：以下のとおり変更[90]。
  1. 上野 - 小牛田間の牽引機関車がEF65およびED75からEF81によるスルー運転となる。
  2. 寝台特急「出羽」（上野 - 秋田間）は「鳥海」（上野 - 青森間）に統合されて消滅。「出羽」の停車駅だった水上駅と吹浦駅が停車駅から外れる。
  3. 夜行急行「津軽」を臨時列車に格下げ。

寝台特急「出羽」停車駅
- 上野駅 - 大宮駅 - 高崎駅 - 水上駅 - 新津駅（上りのみ） -  新発田駅（上りのみ） - 村上駅 - あつみ温泉駅 - 鶴岡駅 - 余目駅 - 酒田駅 - 遊佐駅 - 吹浦駅 - 象潟駅 - 仁賀保駅 - 羽後本荘駅 - 秋田駅
- 吹浦駅は1985年（昭和60年）のダイヤ改正で、寝台急行「天の川」の廃止により追加。
- 1994年（平成6年）：季節臨時夜行急行「天の川」（全車座席車）、「おが」（2段式B寝台車連結）廃止。
- 1996年（平成8年）：上野 - 秋田間を上越線・羽越本線経由で運行する臨時急行列車「うえつ」が運転される。臨時寝台特急「あけぼの」81号・82号を廃止。

- EF71 6+ED78牽引「あけぼの」（1987年ごろ）
- ｢出羽｣（1989年ごろ）
- ED75 711牽引「あけぼの」（青森駅）
- EF81 134牽引する特急「鳥海」（青森駅）

### 秋田新幹線開業以降

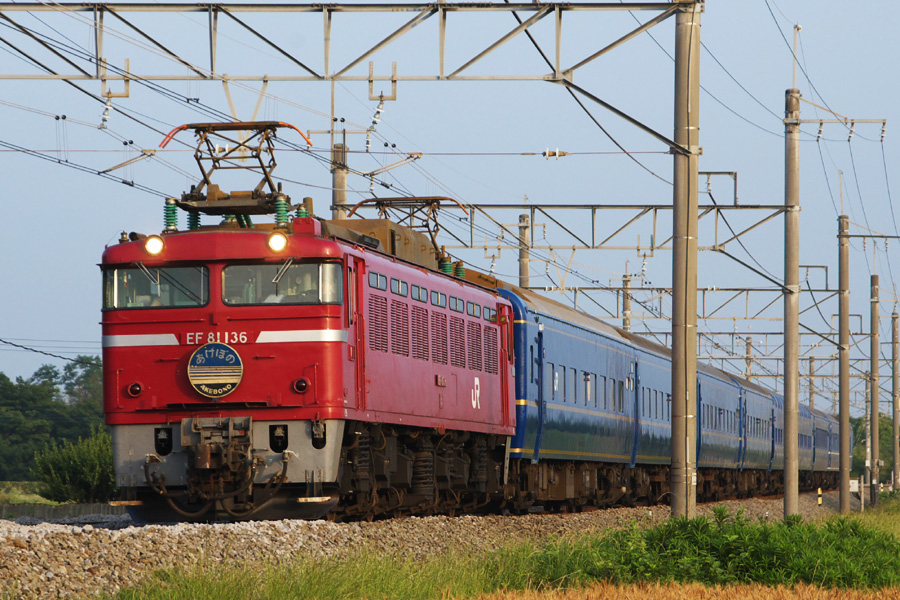
首都圏区間でもEF81牽引していた時期の「あけぼの」。

- 1997年（平成9年）3月22日：寝台特急「鳥海」は「あけぼの」に統合されて消滅。「あけぼの」は「鳥海」の運行経路を踏襲[91]。
- 1998年（平成10年）：臨時夜行急行「津軽」、同年年始の運行を最後に廃止[92]。なお、「津軽」と同じく臨時急行として残されていた「八甲田」も同年夏の設定が最後となり、同年の年末以降は後述のリバイバル運転を除き上野 - 青森間の臨時急行自体が設定されなくなった[93]。
- 2001年（平成13年）12月29日（下り上野発）・2002年（平成14年）1月3日（上り青森発）：臨時急行「なつかしの津軽」が、陸羽東線経由で14系客車（座席車）を使用してリバイバル運転された[94]。
- 2002年（平成14年）
  - 1月15日：同日発上り列車より開放式B寝台1両の寝台設備を行わず普通車座席指定席「ゴロンとシート」として8号車に設定[95]。下り列車は翌16日より設定。
  - 9月30日：女性専用の「レディースゴロンとシート」を1号車に設定[96]。
  - 12月1日：東北新幹線八戸駅延伸に伴い、東北本線経由の寝台特急「はくつる」廃止。これにより「あけぼの」は東京対北東北の唯一の直通夜行列車となる。
  - 東北新幹線八戸駅延伸による東北本線・盛岡 - 八戸間の第三セクター鉄道への転換に伴い、本列車で青森 - 大宮間を途中下車しないで直通乗車する場合の運賃・料金計算の特例措置（東北本線経由で計算）が廃止となった。
- 2003年（平成15年）12月下旬 - 2004年（平成16年）1月上旬：上野 - 弘前間を運行する臨時夜行特急列車「特急583系ゴロンと号」（12月23日弘前（浪岡）始発・1月4日上野始発）と「ふるさとゴロンと号」（12月27日上野始発・1月3日弘前（浪岡）始発）が運行される。
  - 583系を使用するが、普通車は寝台をセットしたまま座席として使用する「ゴロンとシート」として運転。なお、上りは浪岡始発とし、浪岡 - 弘前間は快速列車扱いとした[97]。
- 2004年（平成16年）10月23日 - 2005年（平成17年）3月24日：新潟県中越地震による上越線不通の影響により、上野 - 秋田間で運休[98]。秋田 - 青森間は臨時特急「かもしか」91号・92号が全車自由席で、「あけぼの」のダイヤを使用して振替輸送。ただし、車両運用の関係で一時期、ディーゼル車による快速列車として運転[要出典]。
  - 年末年始に運転が予定されていた臨時特急「ふるさとゴロンと号」[99] は運休となる。
- 2005年3月25日：中越地震の影響により運休していた上野 - 青森間が運転再開[100][101]。
- 2005年12月25日 - 2006年（平成18年）1月18日：JR羽越本線脱線事故による影響で、「あけぼの」が運休。なお、年末年始に運転が予定されていた臨時特急「ふるさとゴロンと号」（この時期から上野 - 青森間に運行設定変更[102]）は、2年連続で運休[103]。
- 2006年7月13日 - 8月8日：羽越本線土砂崩れの影響により「あけぼの」が海の日を含む3連休は東北本線・北上線経由の迂回運転を行い、その後は運休[要出典]。
- 2006年12月29日・2007年（平成19年）1月4日：上野 - 青森間を運行する臨時夜行特急列車として「ふるさとゴロンと号」が運転。2003年12月 - 2004年1月以来、3年ぶりの運転となる。なお、12月29日は下り、1月4日は上りのみの運転[104]。
- 2007年12月29日・2008年（平成20年）1月2日 ：上野 - 青森間を運行する臨時夜行特急列車として「ふるさとゴロンと号」が運転[105][106]。また、オリジナルの方向幕も用意された[要出典]。
- 2009年（平成21年）3月14日：運行の定時性を保つため、上野 - 長岡間の牽引をEF64に置き換え[19][20]。また、8号車（ゴロンとシート）が禁煙となった[107]。
- 2010年（平成22年）
  - 3月13日：寝台特急「北陸」の廃止により、EF64牽引する唯一の列車となる[19][20]。
  - 12月4日：東北新幹線八戸 - 新青森間開業に伴うダイヤ改正で、新たに新青森駅が停車駅となる。同時にブルートレイン便が廃止され、「北斗星」とともに最後まで残っていたブルートレイン便が全廃となった。
- 2011年（平成23年）
  - 3月11日 - 3月31日：東北地方太平洋沖地震（東日本大震災）の影響により運休[108][109]。
  - 7月26日 - 8月9日：平成23年7月新潟・福島豪雨により運休。
  - 8月10日 - 8月12日：東北本線・北上線経由で迂回運転を実施[110]。
- 2012年（平成24年）12月29日：上野→弘前間・2013年（平成25年）1月3日：弘前→上野間を運行する臨時夜行列車として、583系を使用した「あけぼの81号・82号」が設定される。同列車の臨時列車は16年ぶり（上越・羽越線経由の運行は初）、583系の運行は17年ぶりとなる[12]。
- 2014年（平成26年）
  - 3月14日：この日出発の運転をもって、上下ともに定期列車としての運行を終了[3]。立席特急券・指定席特急券による座席需要の高い秋田 - 青森間は、毎日運転の臨時特急「つがる1号・10号」に部分代替とした[111]。
  - 4月24日：臨時列車としての運転を開始。24日は上り列車のみの設定で、下り列車は4月25日から。上りは5月5日まで、下りは翌6日まで運行。この際、A個室シングルデラックスの編成が外された[14]。
  - 7月31日：臨時列車としての運転。31日は上り列車のみの設定で、下り列車は8月1日から。上りは8月17日まで、下りは翌18日まで運行[15]。

| 所属     | 青森車両センター               | 青森車両センター               | 青森車両センター               | 青森車両センター               | 青森車両センター              | 青森車両センター              | 青森車両センター              | 青森車両センター              | 青森車両センター |
| 号車     | 1                              | 2                              | 3                              | 4                              | 5                             | 6                             | 7                             | 8                             | 電源車           |
| 客車形式 | オハネフ24 10                  | オハネ25 152                   | オハネ25 220                   | オハネフ25 202                 | オハネ24 551                  | オハネ24 552                  | スロネ24 553                  | オハネフ24 25                 | カニ24 102       |
| 機関車   | 上野→長岡間：EF64 1031（長岡） | 上野→長岡間：EF64 1031（長岡） | 上野→長岡間：EF64 1031（長岡） | 上野→長岡間：EF64 1031（長岡） | 長岡→青森間：EF81 138（青森） | 長岡→青森間：EF81 138（青森） | 長岡→青森間：EF81 138（青森） | 長岡→青森間：EF81 138（青森） |                  |

| 所属     | 青森車両センター              | 青森車両センター              | 青森車両センター              | 青森車両センター              | 青森車両センター               | 青森車両センター               | 青森車両センター               | 青森車両センター               | 青森車両センター |
| 号車     | 1                             | 2                             | 3                             | 4                             | 5                              | 6                              | 7                              | 8                              | 電源車           |
| 客車形式 | オハネフ24 23                 | オハネ24 7                    | オハネ24 51                   | オハネフ24 19                 | オハネ24 553                   | オハネ24 555                   | スロネ24 551                   | オハネフ24 8                   | カニ24 112       |
| 機関車   | 青森→長岡間：EF81 136（青森） | 青森→長岡間：EF81 136（青森） | 青森→長岡間：EF81 136（青森） | 青森→長岡間：EF81 136（青森） | 長岡→上野間：EF64 1052（長岡） | 長岡→上野間：EF64 1052（長岡） | 長岡→上野間：EF64 1052（長岡） | 長岡→上野間：EF64 1052（長岡） |                  |

- 2015年（平成27年）
  - 1月3日 - 1月4日：上り列車は3日発、下り列車は4日発の臨時列車運行。B個室ソロが編成から外されての運行だった[16][17]。この運行をもって、臨時列車としても運行設定がなくなった。春季以降は老朽化により運行状況が厳しいことから[112]、臨時列車での運行も終了した[4]。
  - 4月2日：小坂鉄道レールパーク（秋田県小坂町）への展示予定に向けた整備のために、オハネフ24 12、スロネ24 551、オハネ24 555、カニ24 511が秋田総合車両センターへの輸送がなされた[113]。それに伴い、該当4両は4月3日付けで廃車となっている[114]。
  - 9月 - 11月：青森車両センター所属の24系客車が、長野総合車両センターへ廃車を前提とした配給輸送がなされている[115]。また、11月1日に所属の9両、11月8日にさらに9両、11月15日にさらに9両が秋田港に海外譲渡を前提とした配給輸送されている[116][117]。（24系客車（青森車両センター）を参照）

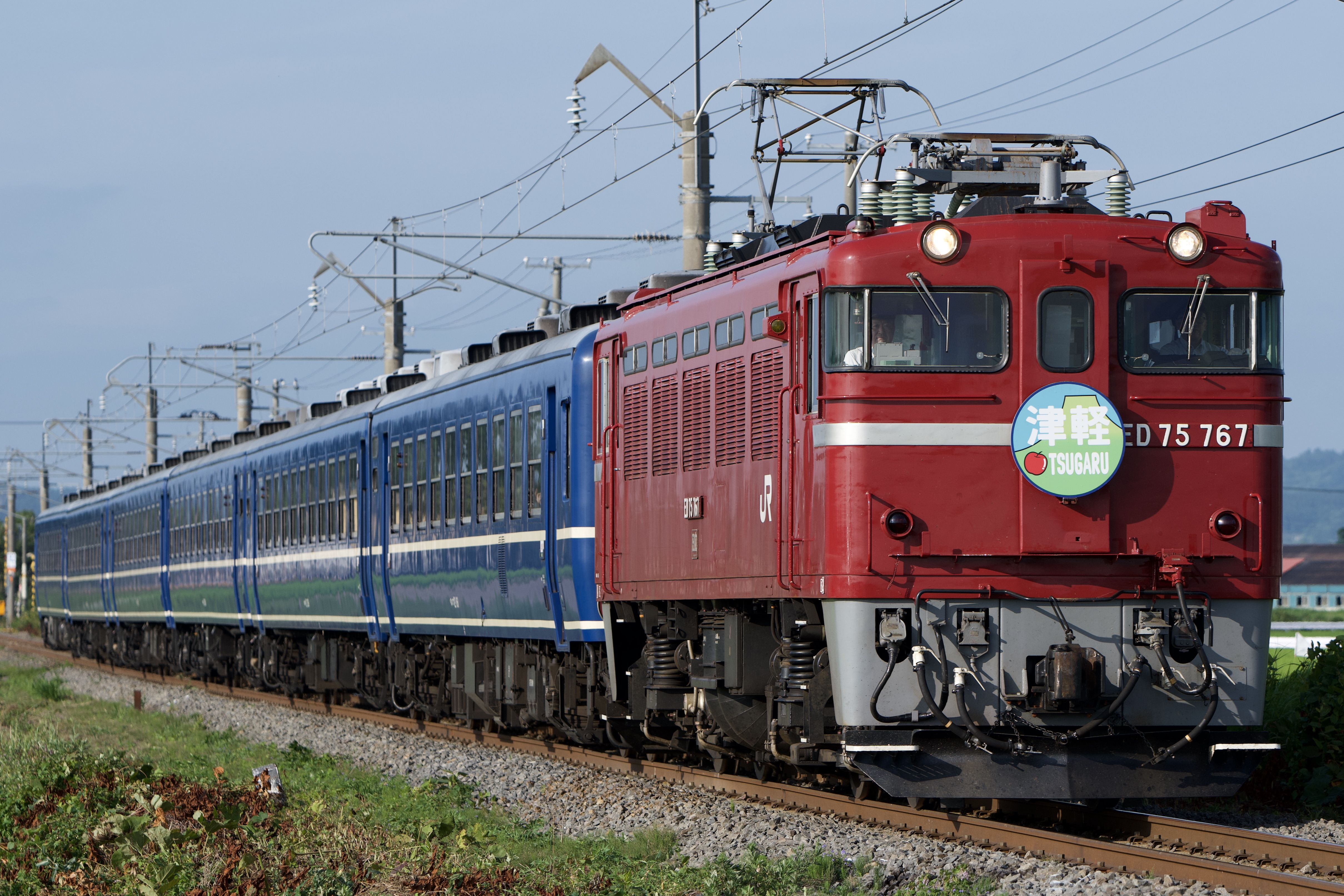
ED75 767＋12系客車による「急行津軽」リバイバル運転

- 2016年（平成28年）3月26日：定期運行終了後の秋田 - 青森間における立席特急券・指定席特急券の代わりに毎日運転の臨時特急「つがる1号・10号」を部分代替していたが、ダイヤ改正における「つがる」の運行の見直しにより同時間帯の秋田 - 弘前駅と弘前 - 青森駅の普通列車に分割で置き換えられる[111][118]。
- 2018年（平成30年）6月16日：湯沢 - 男鹿間で急行「おが」がリバイバル運転される。途中停車駅は横手駅、大曲駅、刈和野駅、羽後境駅、秋田駅、土崎駅、追分駅、二田駅、羽立駅[119]。
- 2019年（令和元年）7月27日 - 7月28日：秋田 - 青森間で急行「津軽」がリバイバル運転される。途中停車駅は、昼行の81号・82号が八郎潟駅、森岳駅、東能代駅、二ツ井駅、鷹ノ巣駅、大館駅、碇ケ関駅、大鰐温泉駅、弘前駅、浪岡駅、新青森駅で、夜行の83号が八郎潟駅、弘前駅、新青森駅[120]。

## 登場した映画・テレビドラマ
- 映画 20世紀少年

チヨとカンナが東京から逃げる際に上野駅で乗車する形で登場した。
- 映画 キングコング対ゴジラ

急行「つがる」という名前でゴジラに破壊されてしまう。松島湾付近の東北本線 と述べており、車両は直流電車の161系がモデルであるなど現実とは大きく異なっている。
- アニメ映画 おもひでぽろぽろ

1982年6月、タエ子が山形駅まで乗車する形で登場した。
- テレビドラマ 逃亡者 木島丈一郎 2005年、フジテレビ系列

同列車のゴロンとシートを利用して、大宮から村上へ「逃亡」した、という設定で登場。
- アニメ クレヨンしんちゃん

「おたけび」という名前で登場。ヘッドマークや車両からしてこの列車であると推測される。
- ドラマ 土曜ワイド劇場 西村京太郎トラベルミステリー59 「終着駅殺人事件!! 上野 - 青森、愛と死の寝台特急 あけぼの 暗闇に消えた女」（テレビ朝日系列）

高校時代の仲間が青森で披露宴出席のため「あけぼの」を利用するが、連続殺人が発生する。同列車には十津川警部の妻・直子も青森で法事のため、1人で乗り合わせていた。なお、原作では舞台が「あけぼの」ではなく寝台特急「ゆうづる」7号になっているが、ドラマ放送時点で同列車がすでに廃止されていたため、「あけぼの」に変更された。
- 楽曲 友川カズキ「死にぞこないの唄」

飛び込み自殺を示す歌詞中に「津軽2号」が登場し、天井はどの位引っ込むだろうな、と唄われる。

## ブルートレインあけぼの（列車ホテル）

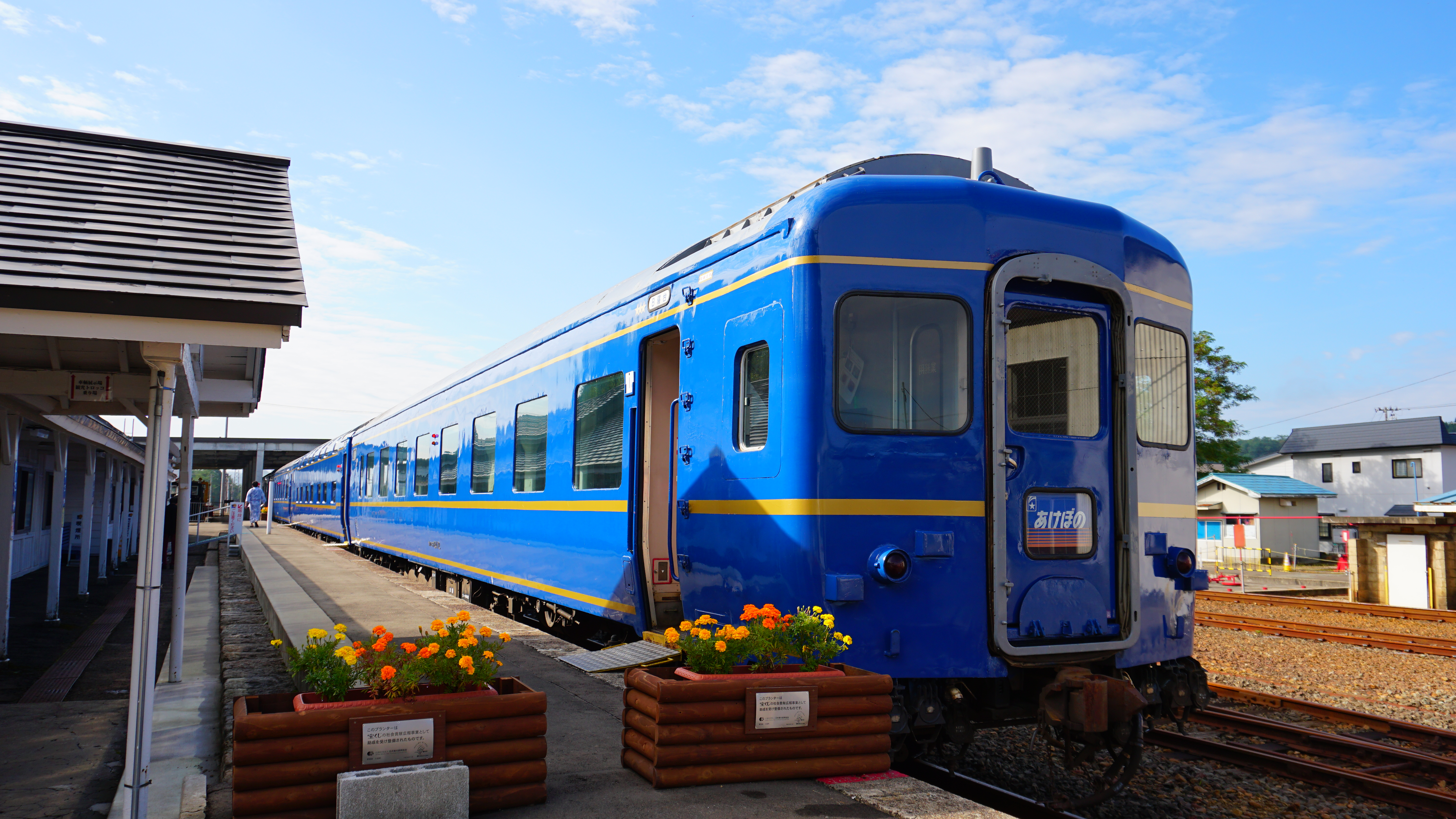
小坂鉄道レールパーク「ブルートレインあけぼの」

2015年10月31日より秋田県鹿角郡小坂町にある小坂鉄道レールパーク構内で、かつてあけぼので使用されていた車両を使用した列車ホテルが営業を開始した。
使用されている車両はA個室シングルデラックス（スロネ24 551）と、B個室ソロ（オハネ24 555）、B寝台（オハネフ24 12）、電源車（カニ24 511）で、2015年11月現在、宿泊出来るのはB個室のみである。同年12月以降はB個室も含めた冬季休業となり、A個室への宿泊は2016年4月より営業開始している。B寝台は宿泊客の飲食・休憩スペースとして使用されている。
なお、2020年（令和2年）においては、COVID-19対策として年内の休業が決定した。
また、24系客車の列車ホテルで動態保存されているのは小坂鉄道レールパーク「ブルートレインあけぼの」のみである。
- 2016年 （平成28年）4月22日 - 11月27日
- 2017年 （平成29年）4月28日 - 11月4日
- 2018年 （平成30年）4月28日 - 11月3日
- 2019年（平成31年・令和元年）4月27日 - 11月3日